# Al-Anfal (sourate)
Al-Anfal (arabe : سُورَةُ الْأَنْفَالِ, français : Le butin) est le nom traditionnellement donné à la 8e sourate du Coran, le livre sacré de l'islam. Elle comporte 75 versets. Rédigée en arabe comme l'ensemble de l'œuvre religieuse, elle fut proclamée, selon la tradition musulmane, durant la période médinoise.

## Origine du nom
Bien que le titre ne fasse pas directement partie du texte coranique, la tradition musulmane a donné comme nom à cette sourate Le butin, en référence au sujet principal de cette sourate, à savoir la manière de gérer le butin de guerre en cas de victoire lors d'un conflit armé.

## Historique
Il n'existe à ce jour pas de sources ou documents historiques permettant de s'assurer de l'ordre chronologique des sourates du Coran. Néanmoins selon une chronologie musulmane attribuée à Ǧaʿfar al-Ṣādiq (VIIIe siècle) et largement diffusée en 1924 sous l’autorité d’al-Azhar,, cette sourate occupe la 88e place, se situant en mars 624 après la bataille de Badr,. Elle aurait été proclamée pendant la période médinoise, c'est-à-dire schématiquement durant la seconde partie de la vie de Mahomet, après avoir quitté La Mecque. Contestée dès le XIXe par des recherches universitaires, cette chronologie a été revue par Nöldeke,, pour qui cette sourate est la 95e.
Cette sourate contient des passages évoquant des règles en cas de conflits armés, mais aussi des thèmes théologiques. Un consensus existe sur le fait que cette sourate n’est pas conçue comme une séquence textuelle homogène. De nombreux indices évoquent un « long processus de formation » qu'il est impossible de faire remonter entièrement à Mahomet.
Khoury, bien que considérant que les parties ne sont pas articulées de manière logique, évoque pourtant une unité textuelle liée au contexte des conflits armés de 622 à 625. Néanmoins, Pohlmann rappelle que « cette conception n’est soutenue que par et dans la tradition narrative musulmane, qui apparaît tardivement ». Aucun indice contenu dans cette sourate ne permet d’appuyer l’interprétation traditionnelle.
Rien n’empêche donc « de postuler une date de rédaction plus tardive ». Cette sourate s’inscrit dans un contexte où un projet d’expansion militaire est déjà « relativement structuré ». La formulation du v.1 suggère un stade déjà avancé d’expansion et des revenus afférant.
Pour Pohlmann, ce texte a été construit autour d’un noyau de base, composé des énoncés en lien avec la guerre, avant de connaître des développements ultérieurs.

## Interprétations

### Verset 1-19
Pour Grodzki, ce passage est peu clair. Il pourrait contenir des fragments divers rassemblés ensemble. Pour Pregill, ce passage est tellement associé à la lecture faite par la tradition - l'association à la bataille de Badr (624) - qu'il est difficile de s'en extraire. Ainsi, pour Wansbrough (à l'inverse de Stefanidis), la lecture traditionnelle des versets 5 à 9 comme une allusion à cette bataille et à l'hégire est à rejeter.
Zellentin voit dans l'importance des injonctions divines à prononcer ses paroles un parallèle avec Moïse sur le mont Sinaï et la littérature chrétienne.
Pour Kropp, ce passage illustre le style coranique de passage d'un discours divin qui alterne entre le singulier et le pluriel, la première personne et la troisième. De la même manière, le discours change abruptement de destinataire. Rejoignant M. Rodinson qui avait déjà appliqué ce constat à la naissance de l'islam, pour Kropp : « Bref, nous sommes devant des textes idéologiques hautement sophistiqués, parallèles à ce que les mouvements totalitaires des deux derniers siècles ont produit. ».

Texte de la sourate (Coran datant de 1874)
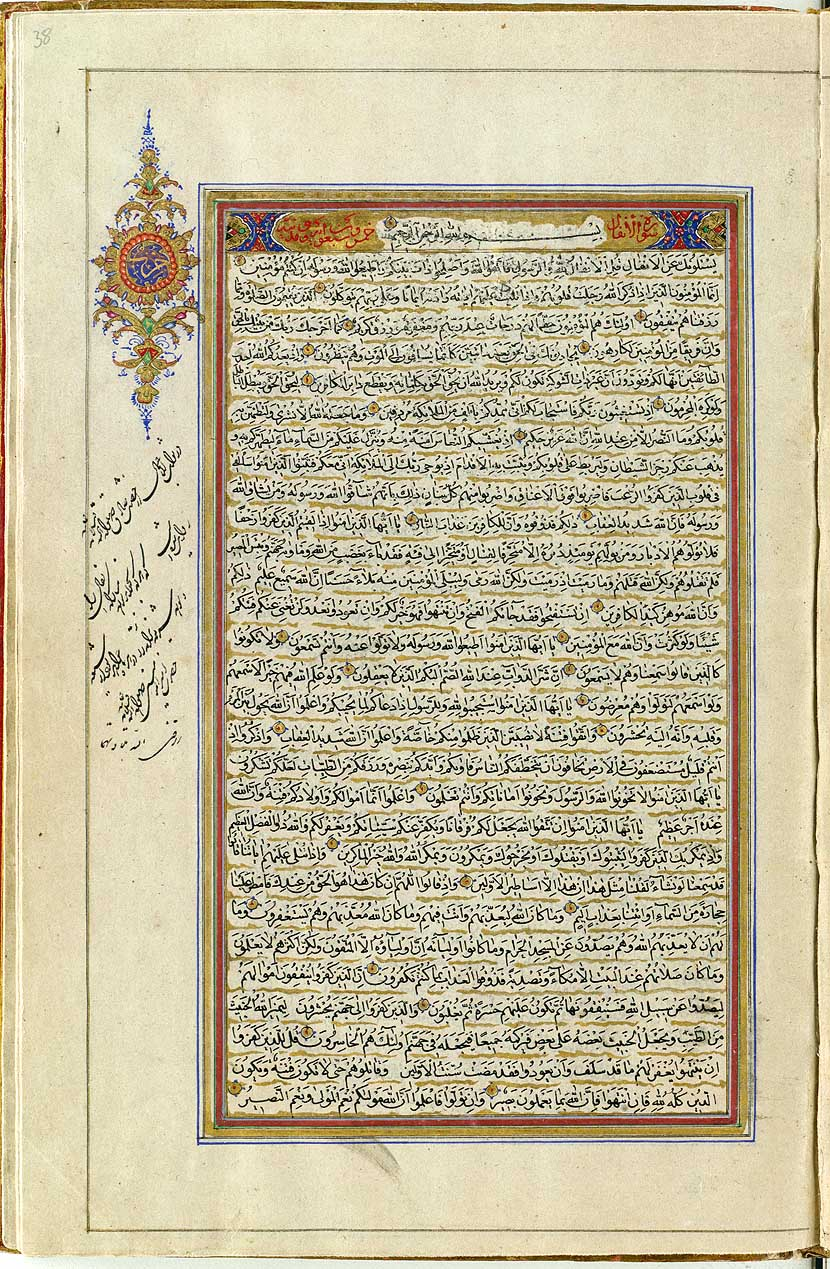
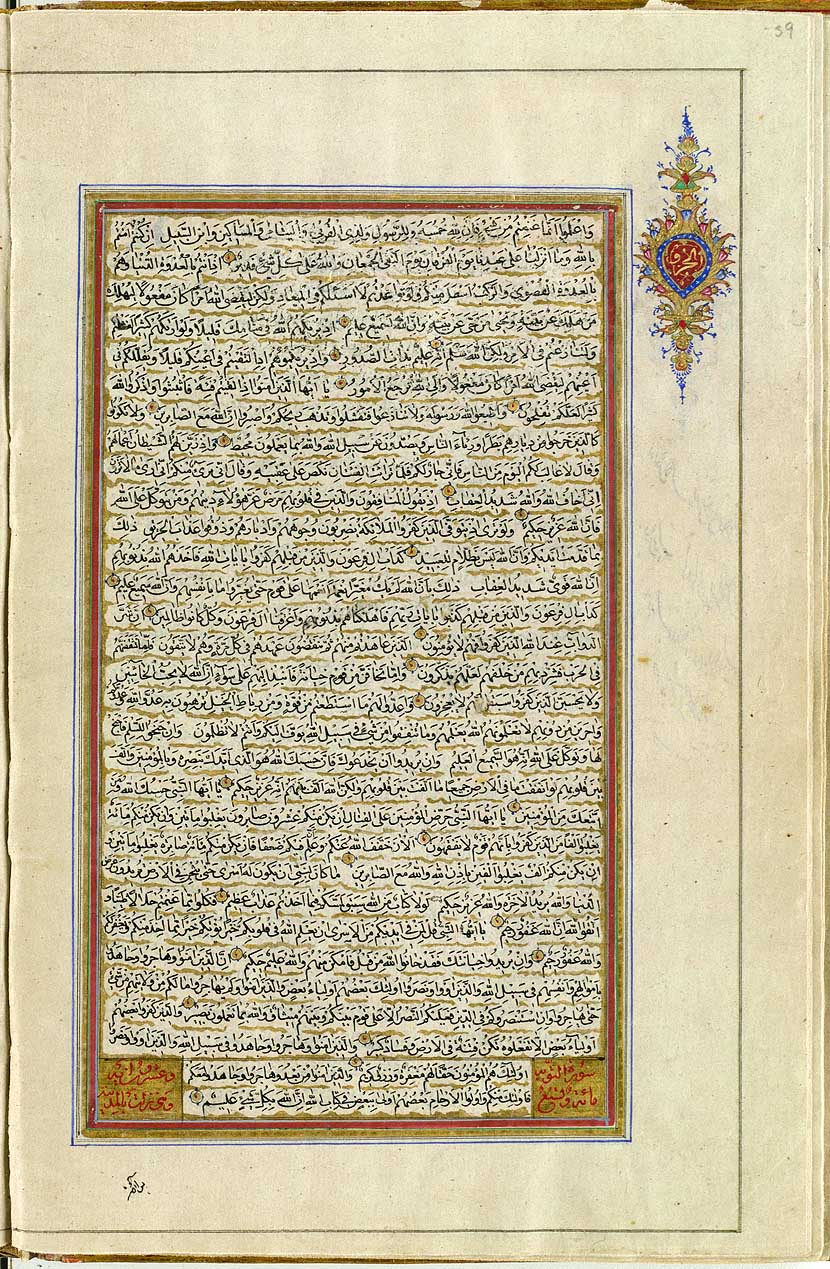